# Tré (Benin)
Tré è un arrondissement del Benin situato nella città di Dassa-Zoumè (dipartimento delle Colline) con 5.722 abitanti (dato 2006).